# Liberty Hill
Liberty Hill – miasto w Stanach Zjednoczonych, w stanie Teksas, w hrabstwie Williamson.